# نلسون، میشیگان
نلسون (به انگلیسی: Nelson Township) یک منطقهٔ مسکونی در ایالات متحده آمریکا است که در شهرستان کنت، میشیگان واقع شده‌است.
 نلسون ۹۳٫۱ کیلومتر مربع مساحت و ۴٬۷۶۴ نفر جمعیت دارد و ۲۷۶ متر بالاتر از سطح دریا واقع شده‌است.